# IK 스타르트

IK 스타르트(IK Start)는 1905년 9월 19일에 창단된 노르웨이 크리스티안산의 축구 클럽이다.

## 성적
- 티펠리겐
  - 우승 2회 (1978, 1980)
  - 준우승 1회 (2005)

- 아데콜리겐
  - 우승 1회 (2004)
  - 3위 플레이오프 우승 1회 (1999)

## 선수 명단

### 현역
참고: FIFA 자격 규정에 따라 소속된 국가대표팀 국기를 표시합니다. 선수는 복수의 FIFA 비회원국 국적을 가지고 있을 수 있습니다.
| 번호 | 포지션 | 국적 | 이름 |
| ---- | ------ | ---- | ---- |

| 번호 | 포지션 | 국적       | 이름              |
| ---- | ------ | ---------- | ----------------- |
| 16   | MF     |            | 톰 스트란네가르드 |
| 27   | FW     | 나이지리아 | 기프트 선데이     |
| 29   | FW     | 라이베리아 | 엠마누엘 고노     |